# Estrilda d'Aràbia
El estrilda d'Aràbia (Estrilda rufibarba) és un ocell de la família dels estríldids (Estrildidae).

## Hàbitat i distribució
Habita praderies del sud-oest de l'Aràbia Saudí i cap al sud fins al Iemen.